# Ectophylla alba
Genre
Espèce
Statut de conservation UICN

 NT  : Quasi menacé
La chauve-souris blanche (Ectophylla alba), unique représentant du genre Ectophylla, est une espèce de chauves-souris de la famille des Phyllostomidae, qui vit dans la forêt tropicale humide, en Amérique centrale.

## Description

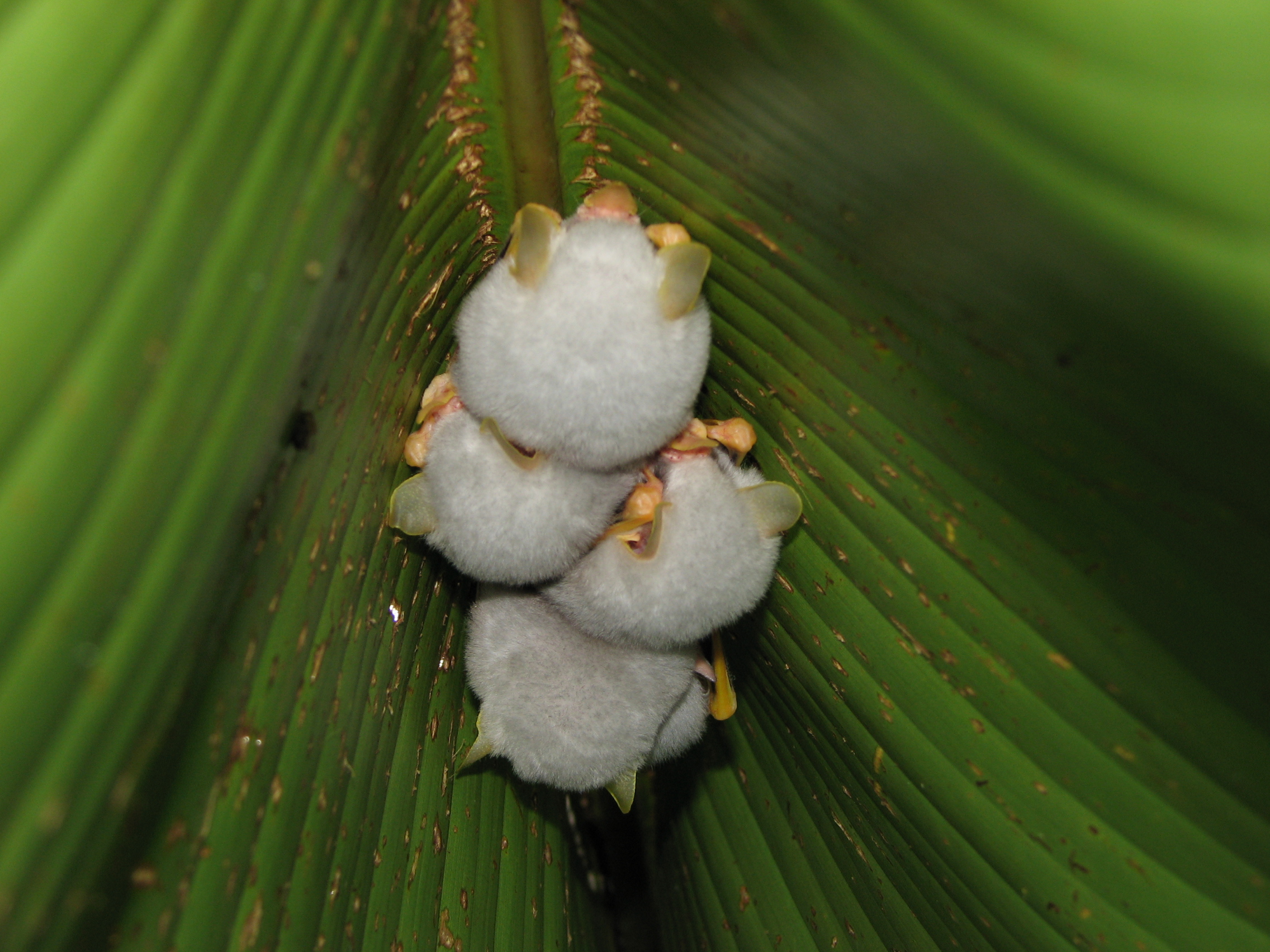
Quatre chauve-souris blanches endormies.

C'est une petite chauve-souris qui mesure entre 2,5 et 5 cm de longueur. Ectophylla alba se reconnaît surtout pour son pelage blanc. La queue, courte, ne dépasse pas de l'uropatagium. La face, les oreilles et quelques parties de leurs bras et ailes sont d'une couleur jaune/orange. Les yeux et les ailes sont noires.

## Écologie et comportement

### Alimentation
Contrairement à beaucoup d'autres espèces de chauves-souris, celles-ci sont des frugivores, elles se nourrissent exclusivement de fruits et de plantes.

### Reproduction
La femelle chauve-souris blanche donne naissance, comme la plupart des chauves-souris, à un seul petit (les naissances n'ont jamais lieu pendant la saison des pluies).

### Comportement
Pour s'abriter, elles coupent des feuilles de heliconia en forme de V pour se créer des "tentes" qui peuvent abriter une à douze de ces chauves-souris. Lorsqu'elles sont plusieurs, elles se tiennent toutes collées les unes aux autres au centre de la feuille. Cela leur permet d'être protégées de la pluie, du soleil ou des prédateurs. Comme les tiges et les feuilles de Heliconia ne sont pas très solides, si un prédateur approche et frôle la plante, celle-ci vibre, ce qui sert de signal d'alarme aux chauves-souris pour s'envoler et se mettre en sécurité.

## Répartition et habitat
Cette espèce de chauve-souris vit en Amérique centrale (Honduras, Costa Rica, Nicaragua et ouest de Panama).

## Menaces et protection
Comme leur habitat et leur nourriture sont essentiellement composés de plantes trouvées dans la forêt, la déforestation pose un grave problème pour ces petits mammifères. Leur statut n'est pas vraiment défini mais leur espèce peut alors être menacée par la déforestation.

### GenreEctophylla
- (en) Mammal Species of the World (3e  éd., 2005) : Ectophylla  H. Allen, 1892
- (en) Catalogue of Life : Ectophylla H. Allen, 1892 (consulté le 11 décembre 2020)
- (fr + en) ITIS : Ectophylla  H. Allen, 1892
- (en) Animal Diversity Web : Ectophylla
- (en) NCBI : Ectophylla (taxons inclus)
- (en) UICN : taxon  Ectophylla  (consulté le 7 janvier 2023)

### EspèceEctophylla alba
- (en) Mammal Species of the World (3e  éd., 2005) :  Ectophylla alba
- (en) Catalogue of Life : Ectophylla alba H. Allen, 1892 (consulté le 15 décembre 2020)
- (fr + en) ITIS : Ectophylla alba  H. Allen, 1892
- (en) Animal Diversity Web : Ectophylla alba
- (en) NCBI : Ectophylla alba (taxons inclus)
- (en) UICN : espèce Ectophylla alba Allen, 1892 (consulté le 19 mai 2015)